# Nạp Lan Minh Châu
Minh Châu (chữ Hán: 明珠, tiếng Mãn: ᠮᡳᠩᠵᡠ, chuyển tả: mingju, 1635 – 1708), tự Đoan Phạm (端範), là một đại thần nổi tiếng dưới thời Khang Hi nhà Thanh.

## Thân thế
Ông xuất thân trong gia tộc Nạp Lan thị hay còn gọi là Diệp Hách Na Lạp thị thuộc Mãn Châu Chính Hoàng kỳ. Gia tộc Nạp Lan thị xuất thân hiển hách – gia tộc và Hoàng gia có quan hệ thân thích. Ông là cháu nội của Kim Đài Cát, Diệp Hách Bối lặc cuối cùng, Kim Đài Cát cũng chính là anh trai của Hiếu Từ Cao Hoàng hậu – thân mẫu của Thanh Thái Tông Hoàng Thái Cực.
Cha ông là Ngưu lục Ngạch chân Ni Nhã Cáp (雅哈率), con trai thứ hai của Kim Đài Cát.

## Làm quan
Những năm Thuận Trị, ông nhậm Thị vệ, Loan Nghi vệ Trì nghi chính (銮仪卫治仪正), sau lại điều làm Nội vụ phủ Lang trung. Năm Khang Hi thứ 3 (1664), ông được thăng làm Nội vụ phủ Tổng quản Đại thần. 2 năm sau, ông đỗ Tiến sĩ và nhậm chức Hoằng Văn viện Học sĩ, được tham dự quốc chính. Năm thứ 6 (1667), triều đình chính thức thiết lập Thực lục quán, ông đảm nhiệm vị trí Phó Tổng tài biên soạn Thế Tổ Chương Hoàng đế Thực lục. 1 năm sau, ông được thăng chức làm Hình bộ Thượng thư. Năm thứ 9 (1670), ông được chuyển sang làm Đô Sát viện Tả đô Ngự sử (左都御史). Nhậm chức tại Đô Sát viện được gần 1 năm thì ông được điều kiêm nhiệm Kinh diên Giảng quan (经筵讲官).

Năm thứ 11 (1672), ông được phong làm Binh bộ Thượng thư kiêm Văn Hoa điện Đại học sĩ. Cùng năm này, ông cùng với Mễ Tư Hàn, Mạc Lạc, Trần Đình Tính ủng hộ chủ trương triệt phiên nhưng bị Khang Hi Đế từ chối. Đến năm thứ 14 (1675), ông tiếp tục nhậm chức Lại bộ Thượng thư. 2 năm sau thì ông trở thành Võ Anh điện Đại học sĩ. Năm thứ 21 (1682), ông đảm nhiệm Giám tu Tổng tài quan, chịu trách nhiệm toản tu Minh sử. Cùng năm, ông tiếp tục nhậm Tổng tài quan, chịu trách nhiệm trọng tu Thái Tổ Thái Tông thực lục và biên soạn Thánh huấn của ba triều (Thái Tổ, Thái Tông, Thế Tổ), nhậm Phương lược Tổng tài quan chịu trách nhiệm biên soạn "Bình định Tam nghịch". Năm thứ 23 (1684), nhậm Tổng tài quan biên soạn Đại thanh Hội điển.
Năm thứ 24 (1685), ông tiếp tục chịu trách nhiệm biên soạn Chính trị Điển huấn (政治典训). Năm thứ 25 (1686), chịu trách nhiệm biên soạn Nhất thống chí (大清一统志), ông được ban hàm Thái tử Thái sư. Năm thứ 28 (1689), ông chủ trương thu phục Đài Loan và được Khang Hi giao trọng trách chiến lược bình Đài cùng với Diêu Khải Thánh, Thi Lang, Lý Quang Địa. Năm thứ 29 (1690), ông chịu trách nhiệm Tham tán Quân vụ.
Năm thứ 33 (1694), ông được phong hàm Thái tử Thái bảo, tập tước Nhất đẳng Công, uy vọng của ông lúc bấy giờ có thể nói là cao trong triều, ngang hàng với Sách Ngạch Đồ. Năm thứ 40 (1701), ông bị Lý Quang Địa vạch tội nhận hối lộ. Sau đó, ông bị bắt và tước hết mọi chức vụ tước vị, bị giam trong ngục cho đến chết. Khi biết tin ông qua đời, Khang Hi Đế phái Hoàng tam tử Dận Chỉ đến tế điện. Dưới thời Khang Hi, ông và Sách Ngạch Đồ đều có xuất thân cao quý từ Mãn Châu Chính Hoàng kỳ và uy vọng gia tộc của cả hai người cũng vô cùng hiển hách, nên ông và Sách Ngạch Đồ thường hay tranh đấu trong triều. Vì thế Sách Ngạch Đồ và Nạp Lan Minh Châu có vị thế ngang bằng nhau, chèn ép lẫn nhau, người dân Bắc Kinh vì thế đã cho ra đời câu ca dao: "Trời muốn bình, giết Lão Minh; trời muốn an, giết Sách Tam". Sử sách ghi rằng ông ngoài mặt là người khiêm tốn, nhưng lại lợi dụng sự tín nhiệm của Khang Hi Đế mà độc tài triều chính, tham tài nhận hối lộ, bán quan bán tước, do đó sau này ông không còn được Khang Hi Đế trọng dụng nữa.

## Gia quyến
- Cha: Ni Nhã Cáp (雅哈率), suất lĩnh Diệp Hách bộ quy phụ Nỗ Nhĩ Cáp Xích, được ban chức Ngưu lục Ngạch chân[Chú 2].
- Mẹ: Mặc Nhĩ Tề thị (墨尔齐氏).
- Cháu gái:
  - Huệ phi Nạp Lan thị (? – 1732), phi tần của Khang Hi Đế.
  - Kế Phúc tấn của Trịnh Hiến Thân vương Tế Nhĩ Cáp Lãng.
  - Tô Thái, Tam Phúc tấn của Trịnh Hiến Thân vương Tế Nhĩ Cáp Lãng.
- Chính thê: Ái Tân Giác La thị (1637 – 1694), con gái thứ 5 của Anh Thân vương A Tế Cách.

### Hậu duệ

#### Con trai
1. Nạp Lan Tính Đức (纳兰性德; 1655 – 1685): Đại học sĩ dưới thời Khang Hi.
2. Nạp Lan Quỹ Tự (纳兰揆叙; 1674 – 1717), nghênh thú con gái của Hòa Thạc Ngạch phò Cảnh Tụ Trung và Hòa Thạc Nhu Gia Công chúa (con gái nuôi của Thuận Trị Đế).
3. Nạp Lan Quỹ Phương (纳兰揆方; 1680 – 1708), nghênh thú Hòa Thạc Quận chúa Thục Thận (con gái thứ 8 của Khang Lương Thân vương Kiệt Thư).
  1. Trưởng tử: Nạp Lan Vĩnh Thụy (納蘭永綬; 1702 – 1731), nhậm chức Thị lang. Về sau thừa tự Quỹ Tự. Vợ là Quan Tư Bách (关思柏), một khuê các thi nhân thời Thanh, con gái của Phó Đô thống Hán Quân Chính Hoàng kỳ Thái Công (太公).
    1. Trưởng nữ, gả cho Cố Sơn Bối tử Phúc Tú – con trai thứ hai của Dĩ cách Bình Quận vương Nột Nhĩ Tô
    2. Thứ nữ, chính thê của Đại học sĩ Phó Hằng – em trai của Hiếu Hiền Thuần Hoàng hậu
    3. Tam nữ, gả cho Hộ quân Tham lĩnh Hi Bố Thiền (希布禅) – hậu duệ của A Ba Thái, con trai thứ 7 của Thanh Thái Tổ Nỗ Nhĩ Cáp Xích
    4. Ngũ nữ, Thư phi của Thanh Cao Tông Càn Long.

  2. Thứ tử: Nạp Lan Vĩnh Phúc (纳兰永福), nghênh thú con gái thứ 3 của Hoàng tử Dận Đường. Về sau thừa tự Quỹ Tự.
    1. Trưởng nữ, Đích Phúc tấn của Du Cung Quận vương Hoằng Khánh (弘慶) – con trai của Du Khác Quận vương Dận Vu.
    2. Thứ nữ, Đích Phúc tấn của Truy phong Lễ Thân vương Vĩnh Huệ.

#### Con gái
1. Trưởng nữ, được gả cho Nhất đẳng Bá Lý Thiên Bảo (李天保), tổ bối của Quân cơ Đại thần kiêm Vân Quý Tổng đốc Lý Thị Nghiêu (李侍堯).
2. Thứ nữ, được gả cho Ôn Quận vương Duyên Thụ (延綬).
3. Tam nữ, chưa gả đã qua đời, có tác phẩm "Tú dư Thi cảo" (绣余诗稿)

## Trong văn hóa đại chúng
| Năm  | Tác phẩm                                           | Diễn viên             |
| 2001 | Khang Hi vương triều (康熙王朝)                    | Cao Lan Thôn (高兰村) |
| 2018 | Nhất đại Danh thần Trần Đình Kính (一代名相陈廷敬) | Tào Lực (曹力)        |

## Liên kết khác
- "Khâm định Đại Thanh Hội điển" (bằng tiếng Trung).
- "Đại Thanh nhất thống chí" (bằng tiếng Trung).